# Rajd ELPA
Rajd Elpa – rajd samochodowy będący jedną z rund Rajdowych Mistrzostw Europy. Pierwsza edycja rajdu odbyła się w 1976 roku, ostatnia w 2010. Rozgrywany był na nawierzchni asfaltowej i szutrowej w rejonie Półwyspu Chalcydyckiego w Grecji. W swojej historii miał kilka nazw Rajd Halkidiki, Rajd Elpa Halkidiki, Rajd Elpa.

## Zwycięzcy[1]
| Rok  | Rajd                      | Kierowca                         | Pilot                            | Samochód                         | Seria                            |
| ---- | ------------------------- | -------------------------------- | -------------------------------- | -------------------------------- | -------------------------------- |
| 1976 | 1º Rally Elpa Halkidikis  | Tasos Livieratos                 | Manólis Makrinos                 | Alpine-Renault A110 1600         | ERC                              |
| 1977 | 2º Rally Elpa Halkidikis  | Tasos Livieratos                 | Manólis Makrinos                 | Datsun 160 J                     | ERC                              |
| 1978 | 3º Rally Elpa Halkidikis  | Antonio Carello                  | Marurizio Perissinot             | Lancia Stratos                   | ERC                              |
| 1979 | 4º Rally Elpa Halkidikis  | Jochi Kleint                     | Günter Wanger                    | Opel Ascona 1.9 SR               | ERC                              |
| 1980 | 5º Rally Elpa Halkidikis  | Antonio Zanini                   | Víctor Sabater                   | Porsche 911 SC                   | ERC                              |
| 1981 | 6º Rally Elpa Halkidikis  | Adartico Vudafieri               | Arnaldo Bernacchini              | Fiat 131 Abarth                  | ERC                              |
| 1982 | 7º Rally Elpa Halkidikis  | Jimmy McRae                      | Ian Grindrod                     | Opel Ascona 400                  | ERC                              |
| 1983 | 8º Rally Elpa Halkidikis  | Antonio Tognana                  | Massimo De Antoni                | Lancia Rally 037                 | ERC                              |
| 1984 | 9º Rally Elpa Halkidikis  | Carlo Capone                     | Sergio Cresto                    | Lancia Rally 037                 | ERC                              |
| 1985 | 10º Rally Elpa Halkidikis | Miki Biasion                     | Tiziano Siviero                  | Lancia Rally 037                 | ERC                              |
| 1986 | 11º Rally Elpa Halkidikis | Fabrizio Tabaton                 | Luciano Tedeschini               | Lancia Delta S4                  | ERC                              |
| 1987 | 12º Rally Elpa Halkidikis | Dario Cerrato                    | Giuseppe Cerri                   | Lancia Delta HF 4WD              | ERC                              |
| 1988 | 13º Rally Elpa Halkidikis | Fabrizio Tabaton                 | Luciano Tedeschini               | Lancia Delta Integrale           | ERC                              |
| 1989 | 14º Rally Elpa Halkidikis | Yves Loubet                      | Jean-Marc Andrié                 | Lancia Delta Integrale           | ERC                              |
| 1990 | 15º Rally Elpa Halkidikis | Michele Rayneri                  | Loris Roggia                     | Lancia Delta Integrale           | ERC                              |
| 1991 | 16º Rally Elpa Halkidikis | Piero Liatti                     | Luciano Tedeschini               | Lancia Delta Integrale 16V       | ERC                              |
| 1992 | 17º Rally Elpa Halkidikis | Erwin Weber                      | Manfred Hiemer                   | Mitsubishi Galant VR-4           | ERC                              |
| 1993 | 18º Rally Elpa Halkidikis | Vanio Pasquali                   | Luciano Tedeschini               | Ford Escort RS Cosworth          | ERC                              |
| 1994 | 19º Rally Elpa Halkidikis | Sergio Pianezzola                | Lucio Baggio                     | Lancia Delta HF Integrale        | ERC                              |
| 1995 | 20º Rally Elpa Halkidikis | Leonídas Kyrkos                  | Ioánnis Stavropoulos             | Ford Escort RS Cosworth          | ERC                              |
| 1996 | 21º Rally Elpa Halkidikis | Leonídas Kyrkos                  | Ioánnis Stavropoulos             | Ford Escort RS Cosworth          | ERC                              |
| 1997 | 22º Rally Elpa Halkidikis | Krzysztof Hołowczyc              | Maciej Wisławski                 | Subaru Impreza 555               | ERC                              |
| 1998 | 23º Rally Elpa Halkidikis | Aris Vovos                       | Ioánnis Alvanos                  | Subaru Impreza WRC               | ERC                              |
| 1999 | 24º Rally Elpa Halkidikis | Ioánnis Papadimitríou            | Kóstas Stefanis                  | Subaru Impreza WRC               | ERC                              |
| 2000 | 25º Rally Elpa Halkidikis | Henrik Lundgaard                 | Jens Christian Anker             | Toyota Corolla WRC               | ERC                              |
| 2001 | 26º Rally Elpa Halkidikis | Aris Vovos                       | Loris Meletopoulos               | Subaru Impreza WRC               | ERC                              |
| 2002 | 27º Rally Elpa            | Renato Travaglia                 | Flavio Zanella                   | Peugeot 206 WRC                  | ERC                              |
| 2003 | 28º Rally Elpa            | Bruno Thiry                      | Jean-Marc Fortin                 | Peugeot 206 WRC                  | ERC                              |
| 2004 | 29º Rally Elpa            | Simon Jean-Joseph                | Jack Boyère                      | Renault Clio S1600               | ERC                              |
| 2005 | 30º Rally Elpa            | Giandomenico Basso               | Mitia Dotta                      | Fiat Punto S1600                 | ERC                              |
| 2006 | 31º Rally Elpa            | Dimitar Iliev                    | Yanaki Yanakiev                  | Mitsubishi Lancer Evo IX         | ERC                              |
| 2007 | 32º Rally Elpa            | Volkan Işık                      | Kaan Özşenler                    | Fiat Abarth Grande Punto S2000   | ERC                              |
| 2008 | Nie odbył się             | Nie odbył się                    | Nie odbył się                    | Nie odbył się                    | Nie odbył się                    |
| 2009 | 34º Rally Elpa            | Ioánnis Papadimitríou            | Allan Harryman                   | Mitsubishi Lancer Evo IX         | ERC                              |
| 2010 | 34º Rally Elpa            | Vovos Armadios                   | Loris Meletopoulos               | Mitsubishi Lancer Evo IX         | ERC                              |
| 2011 | 35º Rally Elpa            | Odwołany z powodów ekonomicznych | Odwołany z powodów ekonomicznych | Odwołany z powodów ekonomicznych | Odwołany z powodów ekonomicznych |